# Abitain
Abitain is een gemeente in het Franse departement Pyrénées-Atlantiques (regio Nouvelle-Aquitaine) en telt 101 inwoners (2009). De plaats maakt deel uit van het arrondissement Oloron-Sainte-Marie.

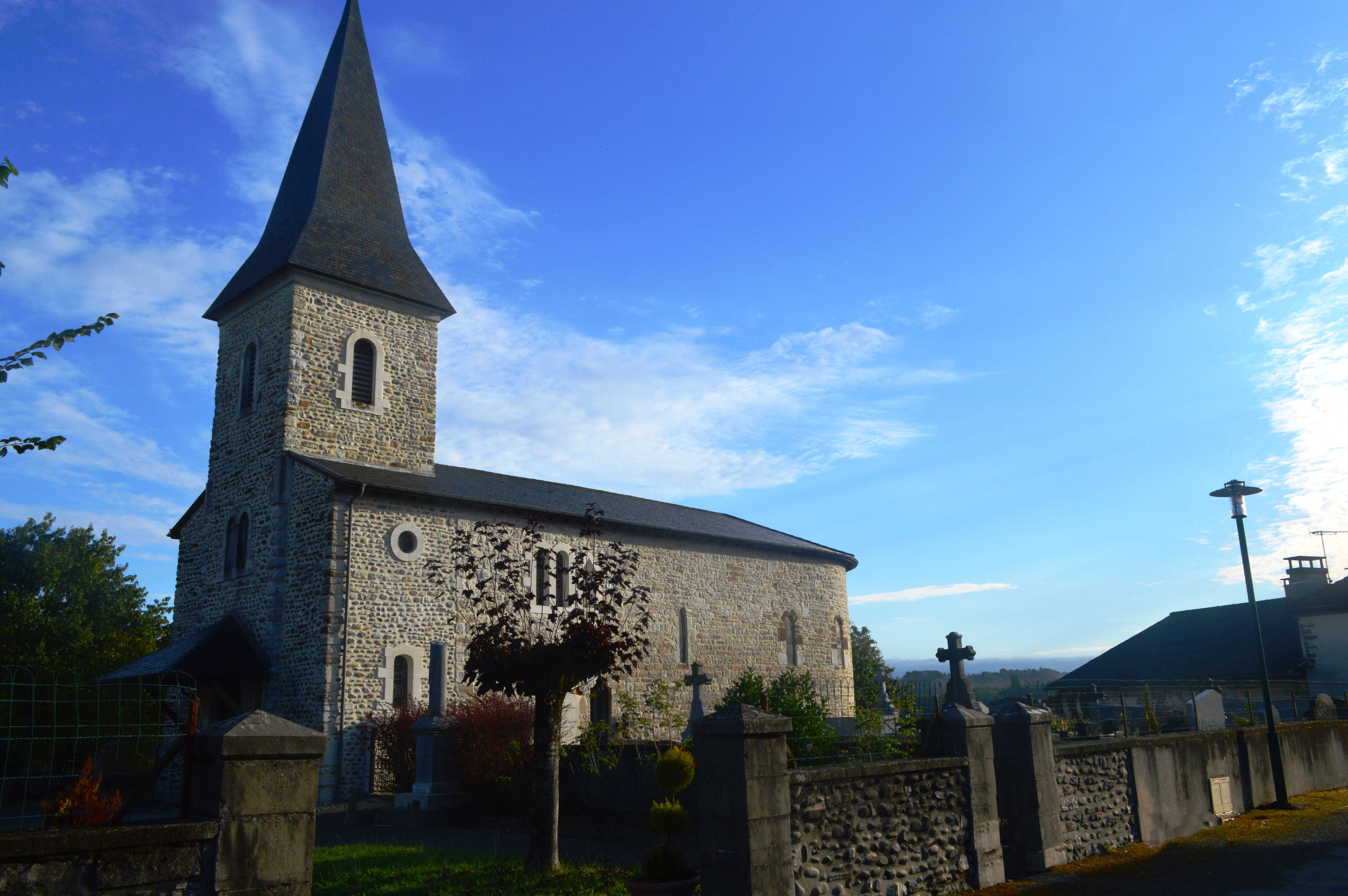
Kerk van Abitain
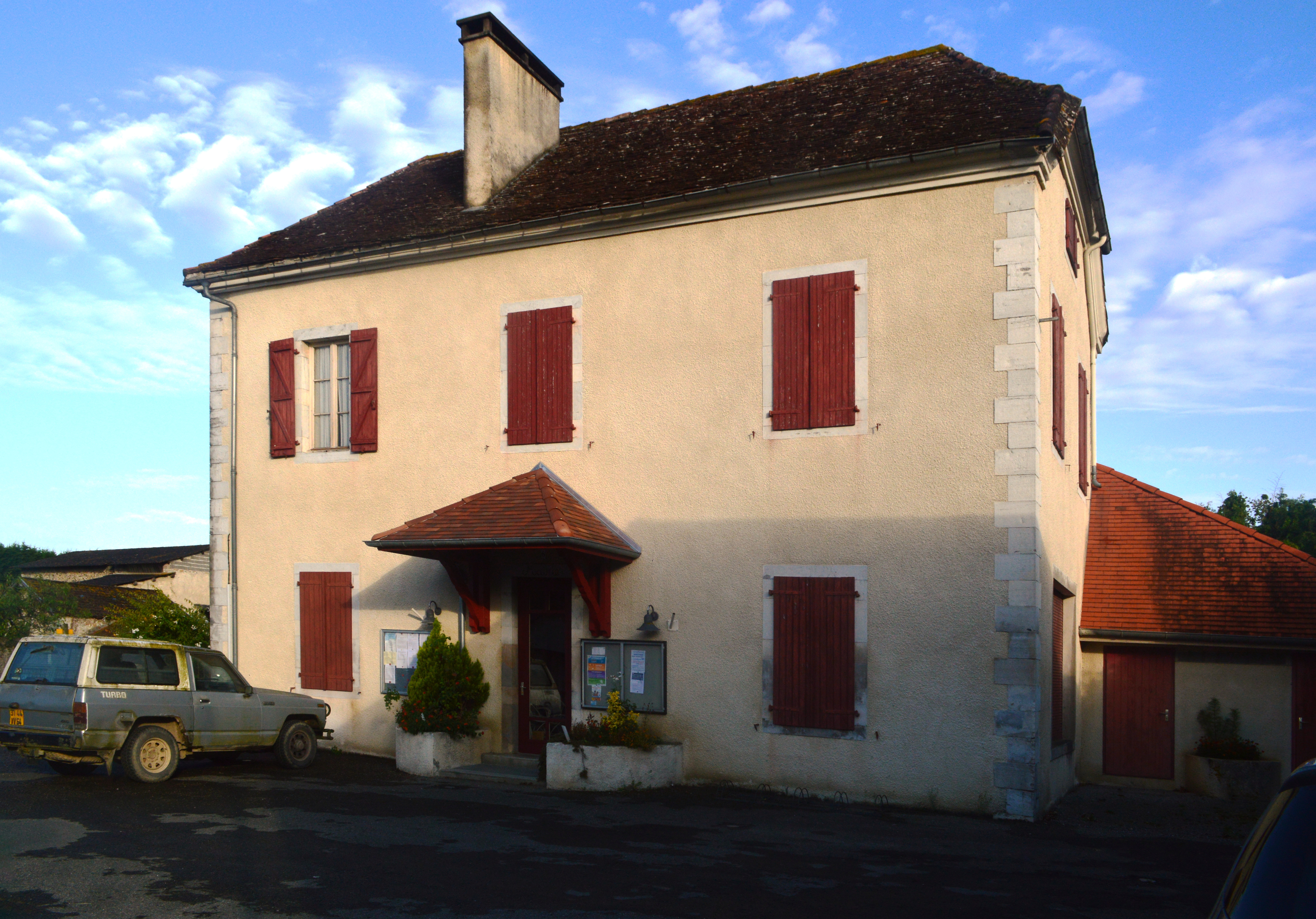
Gemeentehuis
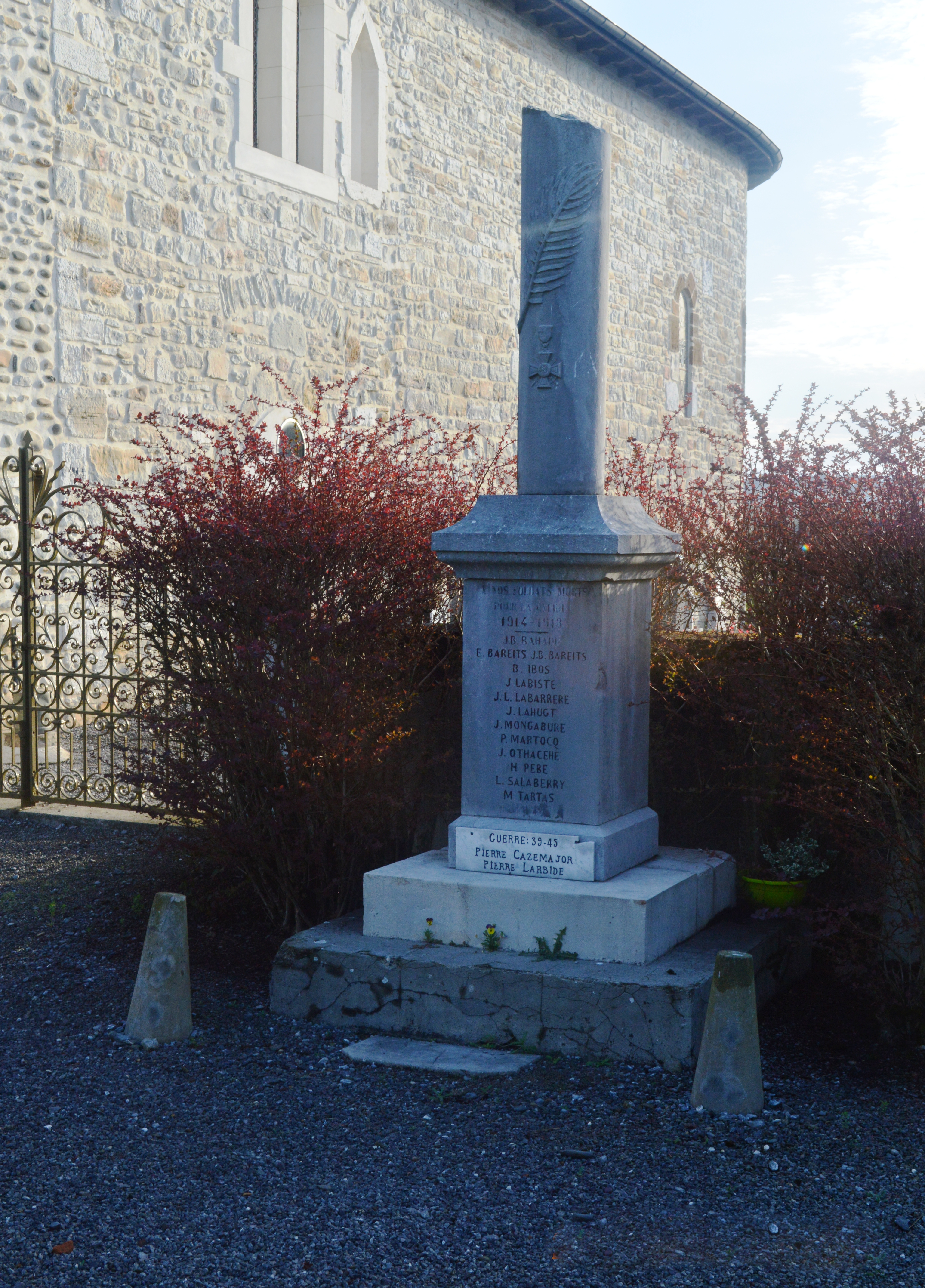
Oorlogsmonument

## Geografie
De oppervlakte van Abitain bedraagt 6,6 km², de bevolkingsdichtheid is dus 15,3 inwoners per km².
De onderstaande kaart toont de ligging van Abitain met de belangrijkste infrastructuur en aangrenzende gemeenten.

## Demografie
Onderstaande figuur toont het verloop van het inwonertal (bron: INSEE-tellingen).